# 納蘇大道車站
納蘇大道車站（英語：Nassau Avenue station）是美國紐約地鐵IND跨城線的一個地鐵站，位於布魯克林綠點曼哈頓及納蘇大道交界，設有G線（任何時候停站）列車服務。

## 車站結構
| G        | 街道層             | 出入口                                    |
| M        | 夾層               | 往出入口、車站詢問處、MetroCard自動售票機 |
| P 月台層 | 側式月台，右側開門 | 側式月台，右側開門                        |
| P 月台層 | 北行               | 往法庭廣場（綠點大道）                    |
| P 月台層 | 南行               | 往教堂大道（大都會大道）                  |
| P 月台層 | 側式月台，右側開門 |                                           |

此站在1933年8月19日啟用，是IND跨城線第一期通車時的總站。此站到1937年7月1日路線其餘部分通車後才不再是總站。
此地下車站設有兩個側式月台和兩條軌道。
車站以北設有剪式橫渡線，容許列車轉換方向。此轉轍器一直用至1937年7月1日跨城線其餘部分通車為止。在那以前，納蘇大道是路線的南端總站。此站以南，路線由曼哈頓大道轉往聯合大道，並在麥加倫公園下方以對角線通過。

## 外部連結
- nycsubway.org—IND Crosstown Line: Nassau Avenue
- Station Reporter — G Train
- The Subway Nut — Nassau Avenue Pictures （页面存档备份，存于）
- Nassau Avenue entrance from Google Maps Street View
- Norman Avenue entrance from Google Maps Street View
- Platforms from Google Maps Street View